# Andy Cohen
Andrew Cohen, dit Andy Cohen, né le 2 juin 1968 à Saint-Louis dans le Missouri, est une personnalité de télévision américaine. Il dirige depuis 2005, la programmation et la production de la chaîne de télévision Bravo, sur laquelle il anime l'émission nocturne Watch What Happens Live.

## Biographie
Il obtient un bac scientifique à l'université de Boston où il a fait ses études.
Il est ouvertement gay et a fait son coming out.
En 2011, Andy coprésente l'élection de Miss Univers 2011 avec Natalie Morales depuis São Paulo au Brésil, le 12 septembre 2011.
En 2014, Andy fait une apparition dans le clip de la chanson GUY de Lady Gaga où il joue le rôle de Zeus.
En 2018, il joue son propre rôle dans la série Riverdale.
En décembre 2018, il annonce sa future paternité grâce à une mère porteuse.